# Cerambyx rufus
Cerambyx rufus là một loài bọ cánh cứng trong họ Cerambycidae.